# Кьорсюсе-Кумага
Кьорсюсе́-Кумага́ (рос. Кёрсюсе-Кумага) — невеликий острів в Оленьоцькій затоці моря Лаптєвих. Територіально відноситься до Якутії, Росія.
Розташований в центрі затоки, в дельті річки Оленьок. Знаходиться між протоками Кьорсюсе-Тьобюлеге на півночі, Кубалах-Уеся — на заході та Чугас-Уес на півдні. На півночі та сході вузькими протоками відокремлюється від сусідніх островів Кугун-Арита та Джангилах. Острів має видовжену форму, простягається із заходу на схід. Вкритий пісками.
| Росія | Це незавершена стаття з географії Росії. Ви можете допомогти проєкту, виправивши або дописавши її. |